# 反強磁性
反強磁性（はんきょうじせい、英: antiferromagnetism）とは、隣り合うスピンがそれぞれ反対方向を向いて整列し、全体として磁気モーメントを持たない物質の磁性を指す。反強磁性体は、外部に磁束を発生しないため磁石につく性質を持たない。電気伝導は大半の反強磁性物質は絶縁性を示す。なお、反磁性 (英: diamagnetism) は反強磁性とは全く違う現象である。
代表的な物質としては、絶縁体では酸化マンガン（MnO）や酸化ニッケル（NiO）などが挙げられる。なお、これら酸化物における相互作用は超交換相互作用によって説明されるが、スピンを逆向きに揃えようとする反強磁性相互作用は超交換相互作用のみに由来するものではなく、強磁性を説明した「ハイゼンベルクの（直接）交換相互作用」においても、磁性軌道間に重なりがあればその係数は負となり、反強磁性相互作用をもたらす。
強磁性体と同様に、反強磁性もその性質を示すのは低温に限られる。熱揺らぎによるスピンをランダムにしようとする効果（＝熱によるエントロピーの増大）のため、ある温度以上になるとスピンはそれぞれ無秩序な方向を向いて整列しなくなり、物質は常磁性を示すようになる。この転移温度をネール温度（英: Néel Temperature）と呼ぶ。ネール温度以上での磁化率は通常は近似的にキュリー・ワイスの法則で表すことが出来る。

## 反強磁性での超交換相互作用
多くの反強磁性とフェリ磁性において、その相互作用の起源は超交換相互作用である。
反強磁性での超交換相互作用においても、格子状に整列する多数の磁気モーメントの向きによって磁気特性が説明される点では、強磁性と同様であるが、反強磁性体では1種類のイオンが半数ずつの副格子に分かれて、それらが互いにほぼ反対方向の磁気モーメントを持つ点で異なる。

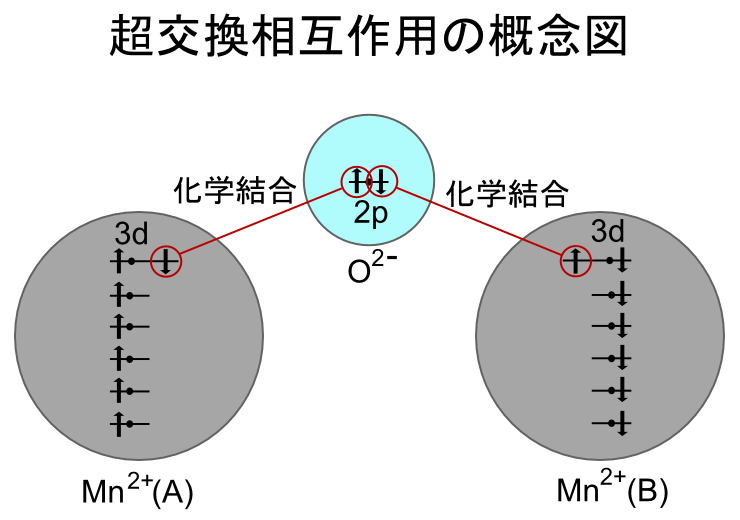
超交換相互作用の概念図
酸化マンガン（MnO）の例

酸化マンガンを例に説明する。2つの副格子に存在するマンガン・イオンをそれぞれ Mn2+(A)、Mn2+(B) と表現する。超交換相互作用は左右を Mn2+(A) と Mn2+(B) にはさまれた酸素イオン O2- の3つのイオン間で働く。Mn2+(A)の 3d軌道に「フントの規則」によって同じ方向を向いた5つの電子によるスピンが存在する。2つのマンガン・イオンにはさまれた酸素イオン O2- の 2p軌道の1つの電子が Mn2+(A)の 3d軌道にある電子の1つと化学結合するために、スピンの向きが互いに反対向きとなってエネルギーを最少にして安定となる必要がある。
Mn2+(A) と O2- が電子のスピンの向きを反対にして化学結合した反対側の
Mn2+(B) も  O2- の 2p軌道の電子と化学結合するために、それぞれの電子のスピンの向きを反対にするが、この時、O2- に残っている 2p軌道の電子の向きは最初にMn2+(A) と結合した 2p軌道の電子とは逆向きのため、Mn2+(B) は O2- をはさんで Mn2+(A) とは逆方向に結合することになる。
この二次摂動の結果としてMn2+(A) と Mn2+(B) の持つ5つの電子のスピンはほぼ反対方向を向き、互いに打ち消しあうことになる。これが反強磁性での超交換相互作用である。

## 広義の反強磁性
上記の説明は典型的な反強磁性について述べている。いくつかの物質においては、より複雑なスピン配列が形成されている。全体として磁気モーメントを持たないという点で、これらも広義の反強磁性と位置づけられている。
マンガン常温安定相であるα-マンガンは単位胞あたり58個の原子を含む複雑な立方晶であり、原子の位置により4種類の異なるスピンを持っていると考えられている（詳細はいまだ明らかになっていない）。
クロム体心立方構造の頂点位置と体心位置のスピンが反対方向を向いているだけでなく、スピンの大きさが単位胞ごとに正弦関数的に変化している。
ランタノイド元素ユウロピウム、テルビウム、ジスプロシウム、エルビウムにおいて、隣り合うスピンが0度（平行）と180度（反平行）の中間の角度をとる構造が観察されている。これをらせん磁性と呼ぶ。
また、フェリ磁性や弱強磁性は全体として磁気モーメントを持つために強磁性の一種と位置づけられているが、スピン配列からみるとむしろ反強磁性の変形である。

## 用途
1. スピンデバイスに於けるスピンバルブのピン層として用い、磁化の方向を固定する

## 関連記事
- スピントロニクス
- 強磁性体
- フェリ磁性
- モット絶縁体